# Johan Blomberg
Johan Blomberg (sinh ngày 14 tháng 6 năm 1987) là một cầu thủ bóng đá người Thụy Điển thi đấu cho Colorado Rapids ở vị trí tiền vệ.